# بهاره (ملایر)
بهاره، روستایی از توابع بخش سامن شهرستان ملایر در استان همدان ایران است
روستای بهاره ۴۵ کیلومتر بامرکز شهرستان فاصله دارد
که بسیار سر سبز می‌باشد و دارای طبیعتی بی نظیر است محصولات اصلی این روستا گردو انگور و بادام و دوشاب (شیره انگور) می‌باشد
روستای بهاره از قدمت چندان زیادی برخوردار نمی‌باشد اما به سبب طبیعت بکر و دست نخورده و همچنین چشمه‌های آب فراوان می‌تواند هدف گردشگری قرار گیرد.

## جمعیت
این روستا در دهستان سفیدکوه قرار دارد و براساس سرشماری مرکز آمار ایران در سال ۱۳۹۵، جمعیت آن ۱۳۶۰ نفر (۴۰۰خانوار) بوده است.

## زبان
مردم بهاره به زبان لکی تکلم می‌کنند.